# Физичар
Физичар је научник који проучава појаве или ради у научној области која се зове физика. Физичари проучавају широк спектар физичких феномена: од податомских честица, које сачињавају сву познату материју, па све до понашања и појава у материјалном универзуму као целини (космологија). Постоји читаво мноштво грана, односно области физике, и свака од њих има себи својствене стручњаке.

## Образовање
Физичари се могу наћи у бројним областима. Положаји истраживача у општем случају посразумевају физичара са титулом доктора наука. Већина наставних планова и програма за додипломске студије физике ставља акценат на проучавање математике и хемије, поред обавезне физике. На Физичком факултету Универзитета у Београду, већ током додипломских студија се студент опредељује за одређену област физике. Према последњим променама наставних планова и програма, студенти се на Физичком факултету могу определити за следеће смерове:
1. Општа физика (за звање професора физике у основним, средњим школама и гимназијама)
2. Теоријска и експериментална физика (за рад у научно-истраживачким институтима и високошколским установама)
3. Примењена и компјутерска физика (за рад у развојним лабораторијама, у контроли процеса производње и готових производа-материјала, на увођењу, одржавању и развоју информационих система, и као физичар и метролог широког образовања)
4. Метеорологија (за рад у хидрометеоролошким установама, али и у научно-истраживачким установама и високом школству)

Неке од такође присутних ужих специјализација, посебно за оне који се определе за докторске студије су:
1. Класична, квантна и нанофизика
2. Физика језгара, честица и поља
3. Физика атома и молекула
4. Физика јонизованих гасова, плазме и квантна оптика
5. Физика кондензованог стања материје
6. Примењена и компјутерска физика
7. Метеорологија,

док међу остале присутне специјализације у овој струци углавном спадају:
1. Геофизика
2. Наука о материјалима
3. Нуклеарна физика (мада се често поистовећује са физиком атома и молекула), и
4. Оптика

За неке положаје у научно-истраживачким установама потребно је и искуство, односно специјализација након доктората.

## Запошљавање
Три основна типа установа које запошљавају физичаре су академске институције, државне лабораторије (које су често у систему академских институција, или директно повезане са њима) и приватна индустријска предузећа. У западној Европи, Јапану, Аустралији и Северној Америци, највећи број физичара ради у приватном сектору, док је у остатку света доминантно присуство физичара у академским институцијама и државним лабораторијама.

Постоји, међутим и одређени број школованих физичара, који раде у другим природним и друштвеним областима, понајвише у техничким струкама, као инжењери и техничари, или пак као програмери. Физичари могу да раде и у заводима за стандардизацију, али и у заводима за патенте. У западном свету је прилично честа појава да физичари не раде у области за коју су се директно школовали, већ су се додатном обуком оспособили и за друга занимања.
Наравно, то важи и за стручњаке других области, који се често у потрази за послом дошколују или додатно обуче и за неко друго занимање.